# Noel Mills

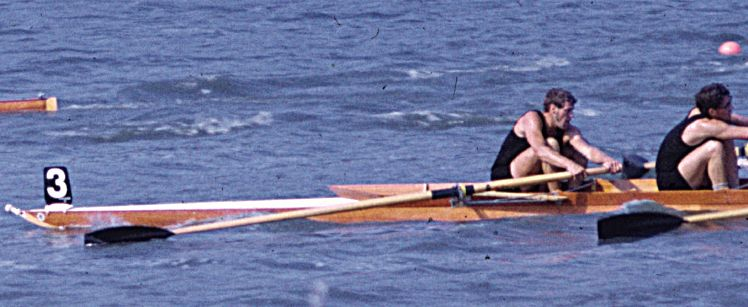
Noel Mills hinter Ross Collinge bei den Europameisterschaften 1971

Noel Edward Mills (* 13. Januar 1944 in Auckland; † 8. Dezember 2004) war ein neuseeländischer Ruderer.

## Karriere
Noel Mills trat bei den Europameisterschaften 1971 in Kopenhagen im Vierer mit Steuermann an. Das Boot in der Besetzung Noel Mills, Ross Collinge, Dudley Storey, Raymond Barry und Steuermann Peter Lindsay belegte den vierten Platz hinter den Booten aus der Bundesrepublik Deutschland, aus der Deutschen Demokratischen Republik und aus der Sowjetunion. Im Jahr darauf bei den Olympischen Spielen in München traten Richard Tonks, Dudley Storey, Ross Collinge und Noel Mills im Vierer ohne Steuermann an. Die Neuseeländer gewannen ihren Vorlauf vor den Schweizern und ihr Halbfinale vor den Booten aus der DDR und aus der BRD. Im Finale siegte der Vierer aus der DDR mit 1,37 Sekunden Vorsprung vor den Neuseeländern, 2,77 Sekunden dahinter gewann der bundesdeutsche Vierer die Bronzemedaille. 1973 bei den Europameisterschaften in Moskau starteten Wybo Veldman und Noel Mills im Zweier ohne Steuermann. Sie gewannen die Silbermedaille hinter den Rumänen Dumitru Grumezescu und Ilie Oanță und vor den Bundesdeutschen Winfried Ringwald und Alois Bierl.
Für die Weltmeisterschaften 1978 auf dem neuseeländischen Lake Karapiro kehrte Noel Mills noch einmal auf die internationale Bühne zurück. Der neuseeländische Achter mit Mark James, Gregory Johnston, David Rodger, Desmond Lock, Ross Lindstrom, David Lindstrom, Ivan Sutherland, Noel Mills und Steuermann Alan Cotter gewann die Bronzemedaille hinter den Booten aus der DDR und aus der BRD.
Mills ruderte für den Whakatane Rowing Club, für den er zwölf neuseeländische Meistertitel gewann. Nach seiner Karriere war er neben seinem Hauptberuf in der Baubranche als Trainer bei seinem alten Club tätig. Ende der 1990er Jahre zog er nach Brisbane in Australien und arbeitete dort in der Gebäudeentwicklung.